# Saint-Chaptes
Saint-Chaptes település Franciaországban, Gard megyében. Lakosainak száma 2030 fő (2022. január 1.). Saint-Chaptes La Calmette, Dions, Garrigues-Sainte-Eulalie, Moussac, Sainte-Anastasie, Saint-Dézéry, Saint-Geniès-de-Malgoirès és Sauzet községekkel határos.

## Népesség
A település népessége az elmúlt években az alábbi módon változott:
| Lakosok száma | 714  | 814  | 889  | 1478 | 1762 | 1851 | 1865 | 1915 | 1979 | 2030 |
|               | 1968 | 1982 | 1990 | 2006 | 2013 | 2015 | 2017 | 2019 | 2020 | 2022 |